# Röd änglatrumpet
Röd änglatrumpet (Brugmansia sanguinea) är en art i familjen potatisväxter. Arten är ursprunglig i Colombia, Ecuador, Peru, Bolivia och norra Chile. I Sverige odlas röd änglatrumpet som krukväxt.
Röd änglatrumpet är en delvis städsegrön buske eller litet träd, upp till 10 m högt. Bladen är äggrunda, de nedre är helbräddade eller något flikiga, de övre är helbräddade. Bladkanterna är vanligen vågiga. Blommorna sitter ensamma i bladvecken, de är hängande och doftlösa. Fodret är rörformat, 6-9 cm långt med 2-5 flikar, kvarsittande hos subsp. sanguinea. Kronan är femflikig, 15-23 cm lång, gul till orange eller röd, mer sällan grön, ofta i kombinationer, den är rörformad till trattlik, avsmalnande mot spetsen, med tillbakarullade flikar. Den smala nedre delen är dold under fodret. Frukten är en äggrund kapsel, 7-9 cm lång.

## Underarter
Två underarter urskiljs, subsp. sanguinea och subsp. vulcanicola. Den senare särskiljs genom de kraftigt förtjockade och förvedade fruktskaften som har en korkaktig, vårtig yta. Fodret ramlar av efter blomningen. Från södra Colombia.
Gulblommande plantor av subsp. sanguinea har kallats var. flava, ett ogiltigt namn.

## Synonymer
subsp. sanguinea
- Brugmansia bicolor Pers.
- Brugmansia chlorantha nom. inval.
- Datura chlorantha Hook.
- Datura rosei Saff.
- Datura rubella Saff.
- Datura sanguinea Ruiz & Pav.
- Datura sanguinea var. flava Dunal

subsp. vulcanicola (A.S. Barclay) Govaerts 
- Brugmansia vulcanicola (A.S.Barclay) R.E.Schult.
- Datura vulcanicola A.S. Barclay